# Wesley Coe
William Wesley Coe (Boston, 8 maggio 1879 – Bozeman, 24 dicembre 1926) è stato un pesista e tiratore di fune statunitense.

## Biografia
Ha partecipato ai giochi olimpici di St.Louis del 1904, dove ha gareggiato nella gara di atletica del getto del peso, vincendo la medaglia d'argento, piazzandosi tra i connazionali Ralph Rose e Leon Feuerbach. 
Nella successiva edizione di Londra del 1908 ha partecipato alla gara di tiro alla fune con la squadra statunitense, che si è piazzata al quinto posto (su sei squadre partecipanti), ed alla gara di atletica del getto del peso, giungendo al quarto posto.
Morì nel 1926 in Montana, a causa del linfoma di Hodgkin.

## Palmarès

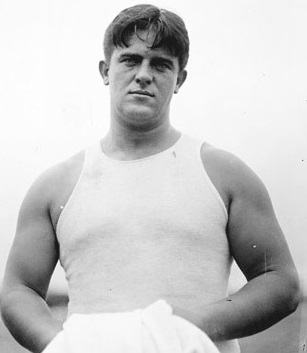
Wesley Coe in tenuta da atleta.

In carriera ha conseguito i seguenti risultati:
- Giochi olimpici

St. Louis 1904: argento nel getto del peso.